# 腎病症候群
腎病症候群（nephrotic syndrome，NS）簡稱肾综，是由多种病因引起，而以肾小球基膜通透性增加且伴有肾小球滤过率降低等病变为主的一组综合征；屬一種腎臟功能異常的表現。
腎病症候群導致：蛋白質透過尿液流失（大量蛋白尿，>3.5g/d）、血液中白蛋白濃度過低（低白蛋白血症，<30g/L）、嚴重水腫、血液中脂肪濃度過高（高脂血症）等四種臨床表現，其中前二者為主要診斷依據，後二者並非在所有患者身上表現。
腎病症候群若發生在兒童時期，若給予適當治療並不會帶來生命危險，但某些時候卻可能引發成人慢性腎衰竭，或意味著某些嚴重疾病的前兆，如紅斑性狼瘡。

## 病理因素
1. 原發性腎絲球病變
2. 繼發性腎絲球病變：感染、遺傳、腎毒性物質、過敏原、腫瘤、全身系統疾病

## 症状
其特征有蛋白尿（>3.5g/日），血白蛋白减少，血脂过多，水肿，以及其他一些特点：
- 最普遍的标志是高血容量（体液过量、hypervolemia、Excess fluid、水腫），一般常為下陷性水腫。可见于下面几种形式：
  - 眼睛周围的浮肿，特别是在早晨。
  - 腿部的肿大，当受到外部挤压后，会留下一个较长时间不会复原的痕迹。
  - 胸腔积液。
  - 腹水。
- 高血压（较少见）
- 部分患者会观察到泡沫尿，这是由于蛋白尿使尿比重降低导致的，还有很少患者会发生血尿以及少尿症。
- 可能有基础性疾病病因的特征，如全身性红斑狼疮的皮疹，伴随糖尿病的神经病变等。
- 检查也应排除其他各种水肿的起因，尤其是心血管系统和肝脏引起的。

## 诊断
儿童肾病综合症的诊断标准：
1. 大量蛋白尿：1周内3次尿蛋白定性（+++）~（++++），或随机或晨尿尿蛋白/肌酐（mg/mg）≥2.0；24h尿蛋白定量≥50mg/kg；
2. 低蛋白血症：血浆白蛋白低于25g/L；
3. 高脂血症；血浆总胆固醇高于5.7mmol/L；
4. 不同程度的水肿。

以上4项中1和2为诊断的必要条件。

## 外部連結
- Nephrotic Syndrome Research A team of kidney doctors and scientists from Beth Israel Deaconess Medical Center / Harvard Medical School working to learn more about the cause of Nephrotic Syndrome in children and adults, with an emphasis on the genetic basis of this disease.
- Childhood Nephrotic Syndrome - National Institute of Diabetes and Digestive and Kidney Diseases (NIDDK), NIH
- Adult Nephrotic Syndrome - National Institute of Diabetes and Digestive and Kidney Diseases (NIDDK), NIH
- Kidcomm.org A resource for parents of children with nephrotic syndrome since 2007
- Clardy, Chris (May 2000) "Nephrotic Syndrome in Children" Pediatric Nephrology Handout
- Goldstein, Adam; Trachtman, Howard "Pediatric Nephrotic Syndrome[永久]"
- Nephrotic syndrome - Medline Plus （页面存档备份，存于）
- 肾病综合征腎病症候群 - A+醫學百科